# П'яццоло
П'яццоло (італ. Piazzolo) — муніципалітет в Італії, у регіоні Ломбардія,  провінція Бергамо.
П'яццоло розташовані на відстані близько 510 км на північний захід від Рима, 70 км на північний схід від Мілана, 33 км на північ від Бергамо.
Населення — 85 осіб (2014).
Щорічний фестиваль відбувається 15 серпня. Покровителька — Богородиця Небовзята.

## Демографія
Населення за роками:

Станом на 31 грудня 2007 року в П'яццоло офіційно проживав 1 іноземець (громадянин Молдови).

## Сусідні муніципалітети
- Меццольдо
- Моїо-де'-Кальві
- Ольмо-аль-Брембо
- П'яцца-Брембана
- П'яццаторре
- Вальнегра